# Samsung Gear

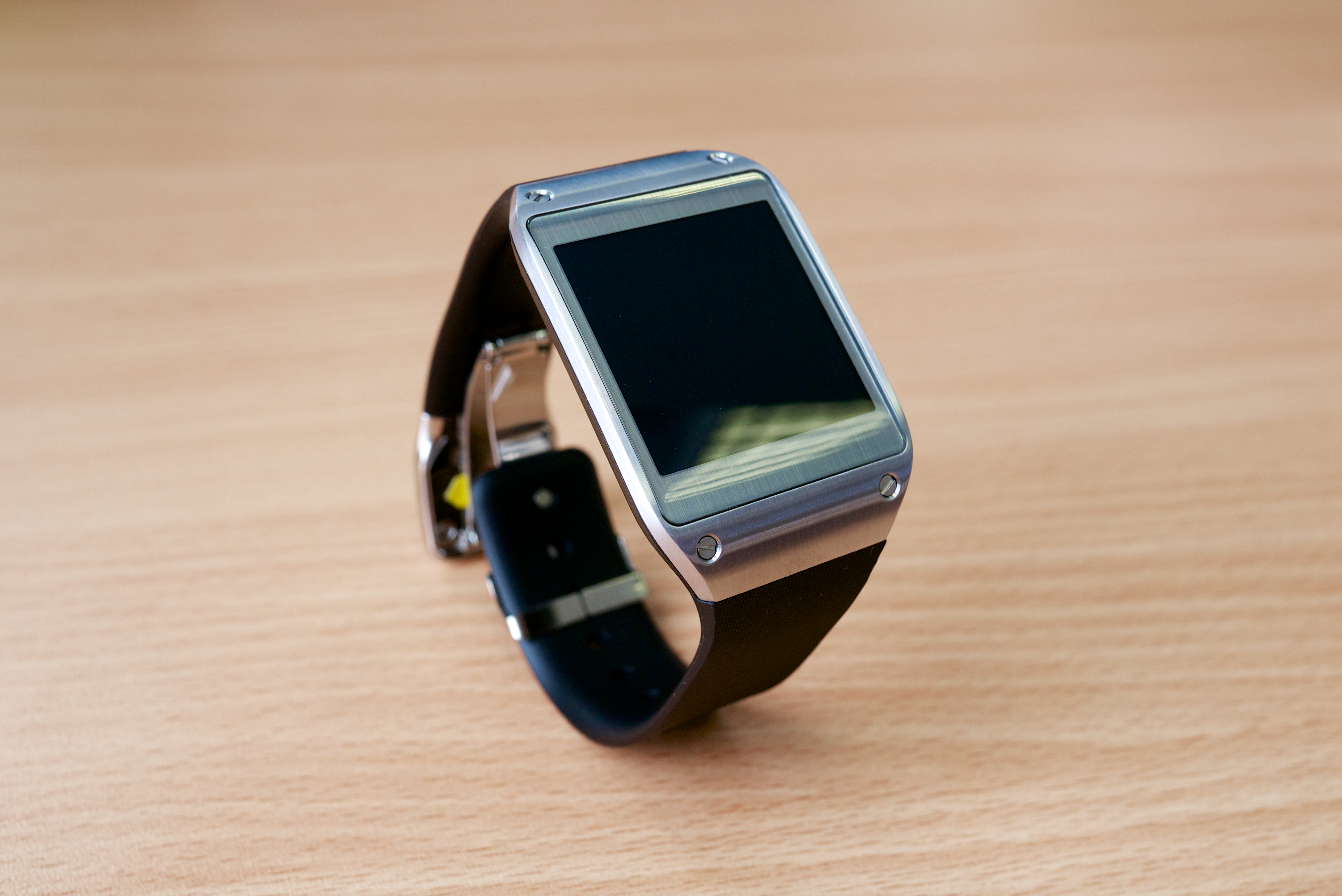
Galaxy Gear

Samsung Gear là dòng thiết bị đeo tay sản xuất vởi Samsung Electronics. Dòng này được giới thiệu lần đầu tiên với đồng hồ thông minh chạy Android vào tháng 9 năm 2013 như một phụ kiện của mảng điện thoại thông minh Galaxy và máy tính bảng, và tại sự kiện Mobile World Congress 2014, Samsung đã ra mắt 2 sản phẩm, Gear 2 dựa trên Tizen, và thiết bị theo dõi hoạt động Gear Fit.

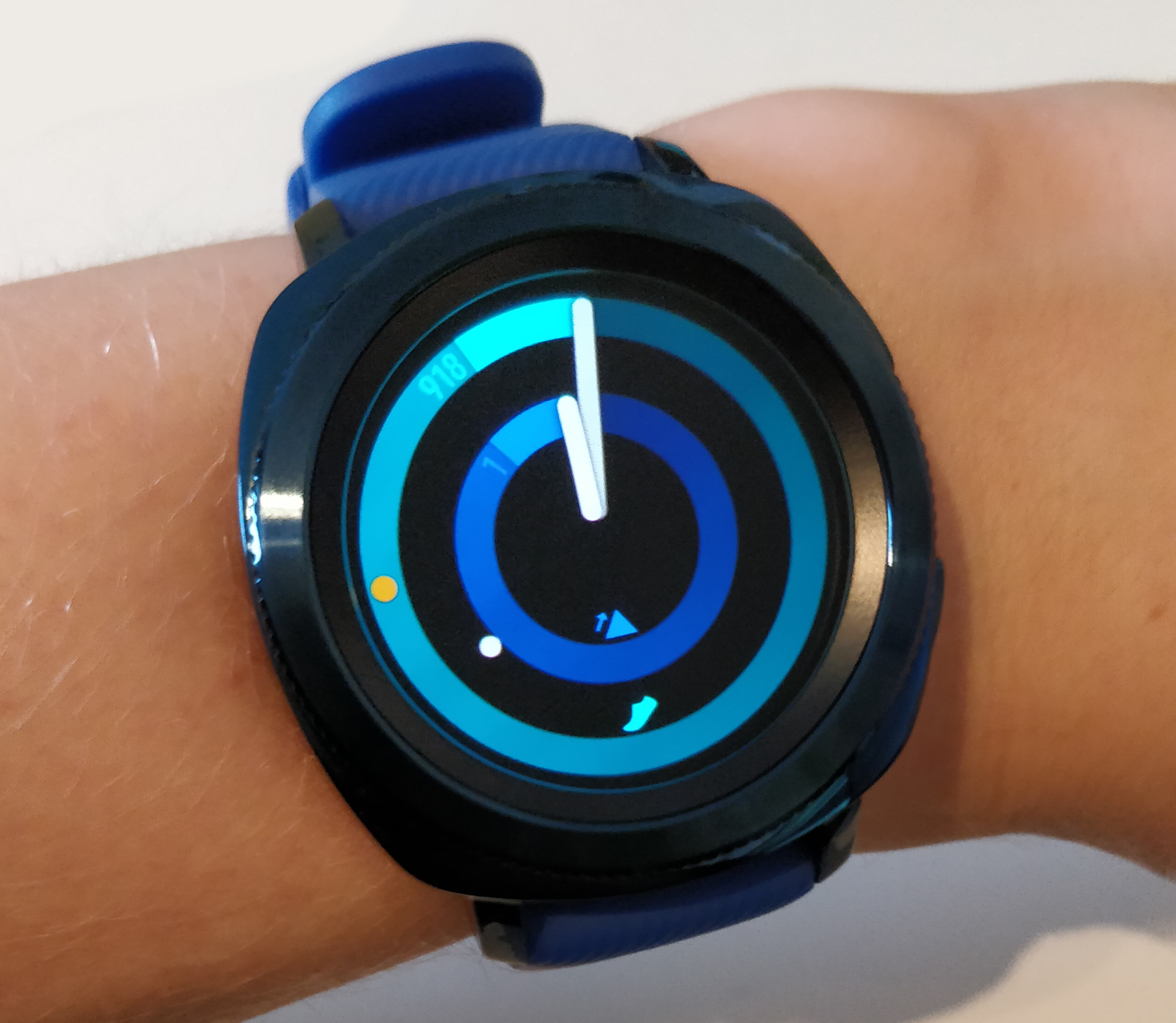
Samsung Gear Sport

## Đồng hồ
- Samsung Galaxy Gear - dựa trên Android, nâng cấp thành Tizen
- Samsung Gear 2 - chạy Tizen
- Samsung Gear Live - chạy Android Wear
- Samsung Gear S − chạy Tizen
- Samsung Gear S2 − chạy Tizen
- Samsung Gear S3 − chạy Tizen

## Dây đeo
- Samsung Gear Fit - chạy RTOS
- Samsung Gear Fit 2 − chạy RTOS
- Samsung Gear Fit 2 Pro − chạy RTOS

## Tai nghe
- Samsung Gear IconX – tai nghe Bluetooth

## Thiết bị khác
- Samsung Gear VR – thiết bị thực tế ảo
- Samsung Gear 360 – máy ảnh 360°
- Samsung Gear Circle – vòng đeo cổ thông minh